# Feldbach (distrikt)
Feldbach var ett distrikt i förbundslandet Steiermark i Österrike. Det slogs den 1 januari 2013 samman med distriktet Radkersburg och bildade det nya distriktet Südoststeiermark.
Distriktet bestod av 55 kommuner, varav två stadskommuner och sju köpingskommuner:
Stadskommuner (Stadtgemeinden):
- Fehring
- Feldbach

Köpingskommuner (Marktgemeinden):

- Gnas
- Jagerberg
- Kirchbach in Steiermark
- Paldau
- Riegersburg
- Sankt Anna am Aigen
- Sankt Stefan im Rosental

Kommuner (Gemeinden):

- Auersbach
- Aug-Radisch
- Bad Gleichenberg
- Bairisch Kölldorf
- Baumgarten bei Gnas
- Breitenfeld an der Rittschein
- Edelsbach bei Feldbach
- Edelstauden
- Eichkögl
- Fladnitz im Raabtal
- Frannach
- Frutten-Gießelsdorf
- Glojach
- Gniebing-Weißenbach
- Gossendorf
- Grabersdorf
- Hatzendorf
- Hohenbrugg-Weinberg
- Johnsdorf-Brunn
- Kapfenstein
- Kirchberg an der Raab
- Kohlberg
- Kornberg bei Riegersburg
- Krusdorf
- Leitersdorf im Raabtal
- Lödersdorf
- Maierdorf
- Merkendorf
- Mitterlabill
- Mühldorf bei Feldbach
- Oberdorf am Hochegg
- Oberstorcha
- Perlsdorf
- Pertlstein
- Petersdorf II
- Pirching am Traubenberg
- Poppendorf
- Raabau
- Raning
- Schwarzau im Schwarzautal
- Stainz bei Straden
- Studenzen
- Trautmannsdorf in Oststeiermark
- Unterauersbach
- Unterlamm
- Zerlach